# Gasthaus Schwarzfischer
El Gasthaus Schwarzfischer (en español Posada Schwarzfischer) era una taberna situada en el centro de la capital bávara, Múnich. Se encontraba en el barrio antiguo, en la esquina de las calles Dultstraße y Oberanger.
El local recibió su nombre del mesonero Anton Schwarzfischer, desde 1890 copropiertario de la casa, que pertenecía desde 1887 a su mujer. A finales de la década de 1920 se convirtió en uno de los primeros bares gais de la ciudad. El Gasthaus Schwarzfischer hacía propaganda en las revistas gais de la época, preciándose de un «ambiente decente, acogedor, con cocina vienesa».
El 20 de octubre de 1934, cuando ya se habían prohibido las asociaciones homosexuales, el Schwarzfischer, así como el local Arndthof en el barrio de Glockenbach, estuvieron en el centro de una redada llevada a cabo contra los homosexuales por los nazis. Esa misma tarde detuvieron a 145 hombres, que fueron llevados al cuartel de la calle Ettstraße. 39 hombres pasaron varias semanas en el campo de concentración de Dachau.
Durante la II Guerra Mundial el edificio fue gravemente dañado. Del local no se conservan ningunos restos; en el solar hay en la actualidad un edificio de oficinas.
El  20 de noviembre de 2014, el ayuntamiento de Múnich decidió construir en el lugar en el que se encontraba el Gasthaus Schwarzfischer un monumento en recuerdo de los homosexuales perseguidos por el nacionalsocialismo. El concepto seleccionado fue un mosaico de la artista Ulla von Brandenburg.